# Brașov Challenger 2011
Il Brașov Challenger 2011, noto anche come Ropharma Challenger Brașov, è stato un torneo professionistico di tennis maschile giocato sulla terra rossa. È stata la 16ª edizione del torneo, facente parte dell'ATP Challenger Tour nell'ambito dell'ATP Challenger Tour 2011. Si è giocato a Brașov in Romania dal 5 all'11 settembre 2011.

## Partecipanti

### Teste di serie
| Nazionalità | Giocatore             | Ranking* | Testa di serie |
| ----------- | --------------------- | -------- | -------------- |
| Austria     | Andreas Haider-Maurer | 73       | 1              |
| Slovenia    | Blaž Kavčič           | 80       | 2              |
| Francia     | Benoît Paire          | 120      | 3              |
| Romania     | Adrian Ungur          | 136      | 4              |
| Germania    | Andreas Beck          | 138      | 5              |
| Rep. Ceca   | Jan Hájek             | 152      | 6              |
| Francia     | Maxime Teixeira       | 176      | 7              |
| Croazia     | Antonio Veić          | 182      | 8              |

- 1 Ranking al 29 agosto 2011.

### Altri partecipanti
Giocatori che hanno ricevuto una wild card:
- Victor Anagnastopol
- Andrei Ciumac
- Gabriel Moraru
- Răzvan Sabău

Giocatori che sono passati dalle qualificazioni:
- Cătălin Gârd
- Michal Konečný
- Andrei Mlendea
- Morgan Phillips

## Campioni

### Singolare
Benoît Paire ha battuto in finale  Maxime Teixeira con il punteggio di 6–4, 3–0, rit.

### Doppio
Victor Anagnastopol /  Florin Mergea hanno battuto in finale  Dušan Lojda /  Benoît Paire con il punteggio di 6–2, 6–3